# Jemnišťský potok
Jemnišťský potok je menší vodní tok v Benešovské pahorkatině, levostranný přítok Líseckého potoka v okrese Benešov ve Středočeském kraji. Délka toku měří 3 km, plocha povodí činí 3,57 km².

## Průběh toku
Potok pramení jihovýchodně od Struhařova v nadmořské výšce 479 metrů. Potok teče jižním směrem, napájí rybníky Habřina a Záluží a podtéká silnici II/112. V Jemništi potok v rámci anglického parku tamějšího zámku protéká rybníky Hruštička, Olšina a Jemnišťský. Jižně od Jemniště se Jemnišťský potok zleva vlévá do Líseckého potoka v nadmořské výšce 407 metrů.